# Uin
Lee Ji-soo（韓語：이지수，1995年7月13日—），韩国男歌手，艺名为Uin（韓語：유인），是VT娱乐旗下的韩国歌手。2022年2月26日以Black Level出道，在团内担任队长。在出道前曾是男子团体Eight的成员。

## 演艺生涯

### 2019年：Eight
在2019年末，Uin是出道前Eight的成员，当时的艺名为Jisoo。不幸的是，他们在同一年解散，无法出道。

### 2021-2022年：Black Level
2021年9月19日，Ze:U成为VT娱乐旗下即将出道的男子团体Black Level的成员。
2022年2月26日，以迷你专辑《New-Start》出道。
2022年11月29日，VT娱乐宣布Uin决定退团。

## 音乐作品

### 迷你专辑
- Black level時期：《New-Start》（2022）